# Julio Calvo Alfaro
Julio Calvo Alfaro (Saragossa, 1896 - Barcelona, 2 de desembre de 1955) fou un aragonesista de la primera meitat del segle xx.
De professió publicista, es va desplaçar de molt jove a Barcelona, on des de 1918 apareix ja com actiu aragonesista. Aquest any figurava com a president de les creades Juventudes Aragonesistas. Serà substituït una mica més tard en aquest càrrec per Gaspar Torrente, i passa a dirigir la publicació del grup aragonesista a Catalunya, El Ebro, tasca que desenvoluparà eficaçment durant gairebé quinze anys.
En les pàgines d'El Ebro va publicar diferents assajos aragonesistes: «Doctrina regionalista en Aragón», «Aragón-Estado», «Ensayo sobre un programa político aragonés»...., en els quals planteja la necessitat de constituir un fort moviment aragonesista que retorni a Aragó la personalitat política perduda fa més de dos segles.
Va conrear els gèneres literaris del teatre, la novel·la i la poesia (Tierra amada, colección de poemas aragoneses), i va portar a terme nombroses traduccions, especialment de l'anglès, per a diferents editorials catalanes. Durant els anys de la República va ser president d'Unión Aragonesista i va desenvolupar des de Barcelona una important activitat. En 1936 va ser un dels animadors del Congrés per l'Autonomia d'Aragó, celebrat a Casp. Després de la guerra, es retirà de les activitats públiques.
Casat amb Josefa Tejero a la seva mort deixa una filla Josefina Calvo Tejero casada amb Francisco de SItjar.